# Strażnicówka TPN

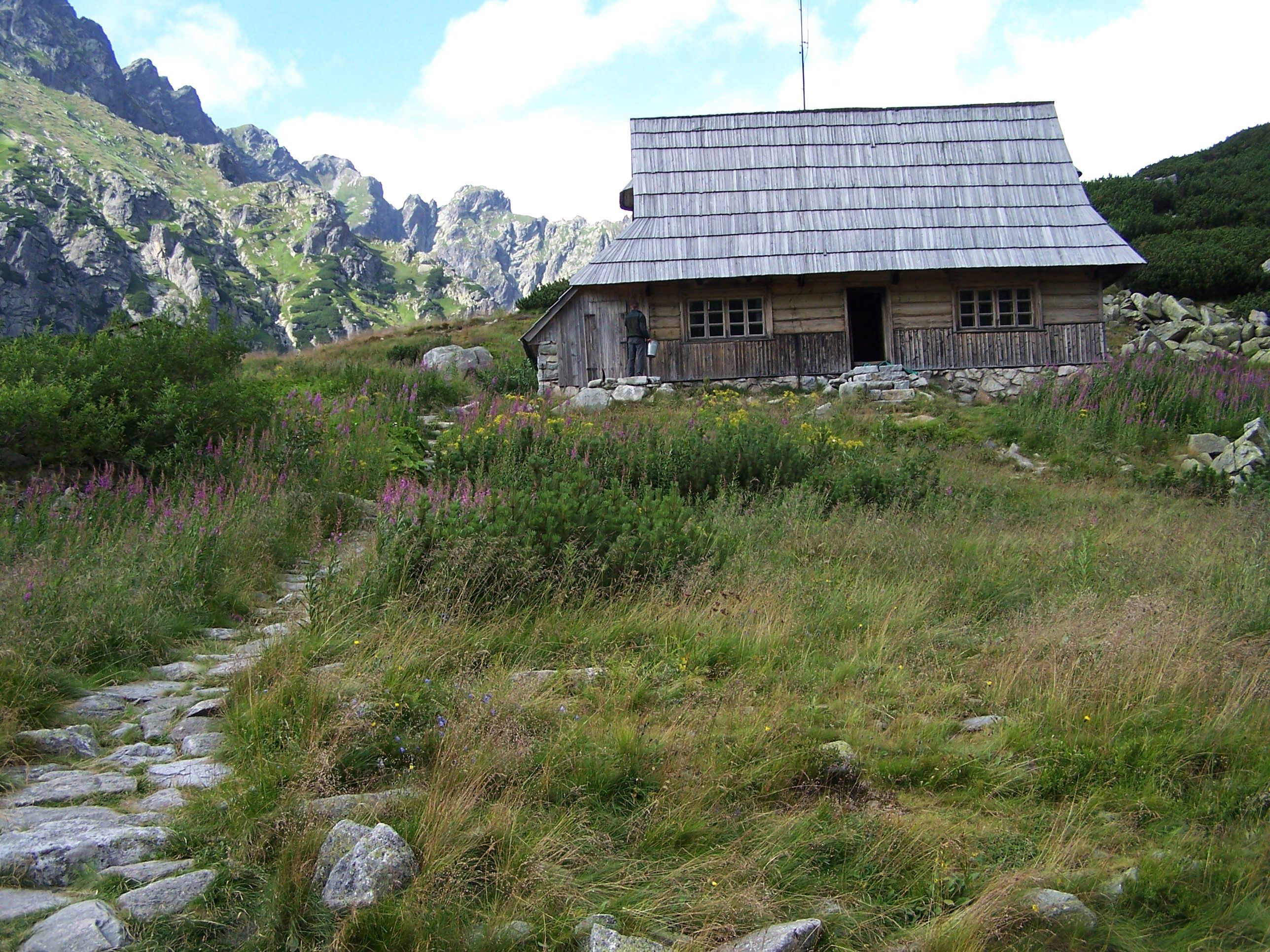
Strażnicówka TPN

Strażnicówka TPN – budynek dyrekcji Tatrzańskiego Parku Narodowego (TPN) w Dolinie Pięciu Stawów Polskich w Tatrach Wysokich. Znajduje się nad północnym brzegiem Małego Stawu, przy niebieskim szlaku turystycznym wiodącym dnem doliny.
Jest to niewielki domek, który wybudowano obok dawnego Trzeciego schroniska w Dolinie Pięciu Stawów Polskich. Schronisko to spłonęło w maju 1945 r., jego ruiny rozebrano w 1958 r. W latach 1946–1947 obok stojących jeszcze ruin wybudowano niewielkie drewniane schronisko turystyczne, w 1948 r. powiększone. Funkcjonowało do 1954 r. Dwa lata później otwarto nowe Schronisko PTTK w Dolinie Pięciu Stawów Polskich, położone nieco dalej na wschód, u południowo-zachodnich podnóży Niżniej Kopy. Od 1968 r. drewniany domek dawnego schroniska nad Małym Stawem przeznaczono na strażnicówkę TPN i w takiej roli istnieje do dzisiaj.

## Szlaki turystyczne
– niebieski, przebiegający przez Dolinę Pięciu Stawów Polskich i prowadzący na Zawrat. Czas przejścia od schroniska do Strażnicówki TPN około 5 min.